# Garner-Interferenz
Garner-Interferenz ist ein Begriff aus der Wahrnehmungspsychologie. Er beschreibt „die Unfähigkeit, bei der Verarbeitung von mehrdimensionalen Reizen eine Variation auf einer irrelevanten Merkmalsdimension zu ignorieren“.